# Cephalic Carnage
A Cephalic Carnage amerikai death metal zenekar. 1992-ben alakult meg Denverben. Lemezeiket a Relapse Records és a Headfucker Records kiadó jelenteti meg. Hat nagylemezt adtak ki.
Jellemző a dalaikra a humor is. A Dying Will be the Death of Me című daluk a metalcore stílust szatirizálta, míg a Black Metal Sabbath című számuk egyszerre utalás a Black Sabbath-ra és a black metal műfajra.
A death metalon kívül más zenei elemeket is becsempésznek dalaikba, például dzsessz vagy surf rock. A zenekar saját zenei stílusukat hydrogrindként írta le, ami azt jelenti, hogy a zenekar több egyéb elemet is felhasznál dalaik során, illetve a marihuánára is utalást tesz a kifejezés.
A dalok időtartama is változékony: akadnak pár másodperces dalaik, "normális" időtartamú számok (3-4 perc), illetve 18-19 perces dalokat is tartalmaznak a Cephalic Carnage albumai.

## Tagok
- Lenzig Leal – ének (1992–)
- John Merryman – dobok (1996–)
- Steve Goldberg – ritmusgitár (1996–)
- Nick Schendzielos – basszusgitár, vokál (2006–)
- Brian Hopp – gitár (2010–)

Korábbi tagok
- Zac Joe – gitár (1992–2010)
- Doug Williams – basszusgitár (1996–1998)
- Jawsh Mullen – basszusgitár (1998–2006)

## Stúdióalbumok
- Conforming to Abnormality (1998)
- Exploiting Dysfunction (2000)
- Lucid Interval (2002)
- Anomalies (2005)
- Xenosapien (2007)
- Misled by Certainty (2010)